# Flavoprotein

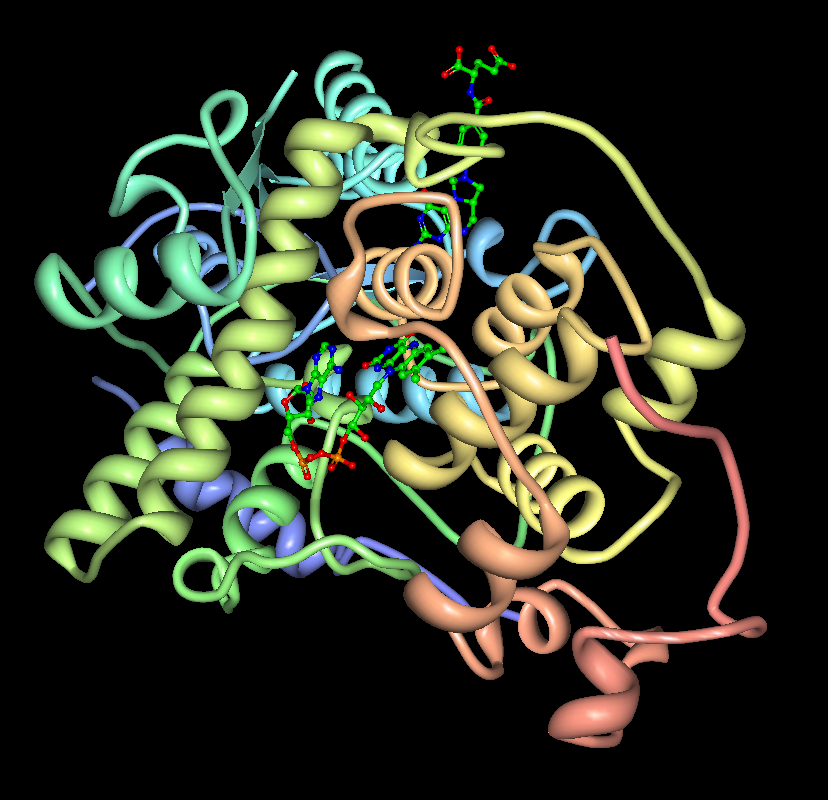
Kryptochrom, zástupce flavoproteinů. Přibližně uprostřed vpředu je na bílkovině navázán FAD

Flavoprotein (FP) je bílkovina, která obsahuje flavinnukleotid (FAD nebo FMN) ve formě koenzymu či prostetické skupiny. Flavoproteiny jsou často enzymy, typicky oxidoreduktázy nebo přenašeče elektronů v elektronových transportních řetězcích.
Mezi flavoproteiny patří například oxidáza L-aminokyselin, xantinoxidáza či jaterní aldehyddehydrogenáza.